# Die Olsenbande
Die Olsenbande ist eine dänische Kriminalkomödie aus dem Jahr 1968. Der Film war der erste mit der Olsenbande als Hauptfiguren, dem 13 erfolgreiche Fortsetzungen folgten.

## Handlung
Bandenchef Egon kehrt, nachdem er am Anfang des Films bei einem fehlgeschlagenen Einbruch in einem Tabakladen verhaftet wurde, von einem seiner zahlreichen Gefängnisaufenthalte zurück. Im üblichen Treffpunkt der Bande, der Kneipe des Wirtes Hansen sowie dem daran angeschlossenen Bordell der Prostituierten Connie, besprechen Egon, Benny und Kjeld ihren neuen Plan: Anlässlich einer bayrischen Kulturwoche wird im Kopenhagener Kunstindustriemuseum ein kostbares Exponat, der so genannte Kaiseraufsatz, aus dem Besitz der Hohenzollern gezeigt; dieses will die Bande stehlen. Der erwartete Geldsegen käme der Bande sehr gelegen, da Kjeld seine fünfköpfige Familie versorgen muss, während Benny sich mit dem Nacktmodell Ulla verlobt hat.
Die Bande macht sich an die Vorbereitungen des Raubes. Obwohl Kriminalinspektor Mortensen den Kaiseraufsatz sehr diensteifrig bewacht (wobei er sich allerdings öfter selbst im Weg steht) und das Museum mit modernsten Sicherheitseinrichtungen ausgestattet ist, glückt der Raub.
Nach dem Raub macht sich die Bande in Bennys Wagen auf zum Flughafen, wo Yvonne mit den Kindern sowie Ulla warten. Alle wollen zusammen nach Mallorca reisen, um die Flucht der Bande als Ferienreise zu tarnen. Unterwegs bleibt der Wagen jedoch aus Benzinmangel plötzlich liegen und wird wenig später von der Polizei abgeschleppt – mitsamt dem darin versteckten Kaiseraufsatz.

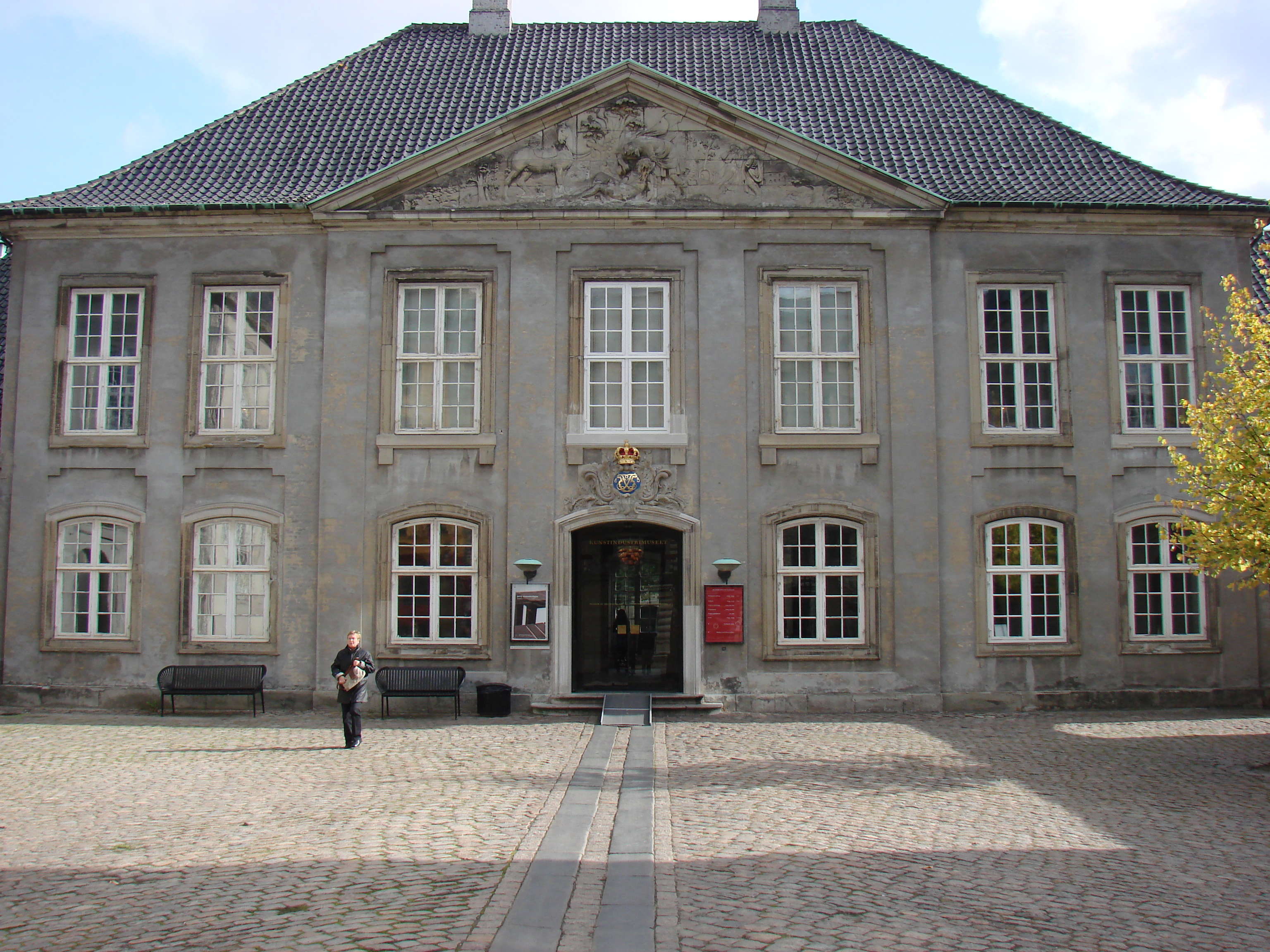
Das im Film ausgeraubte Kunstindustrimuseet an der Bredgade.

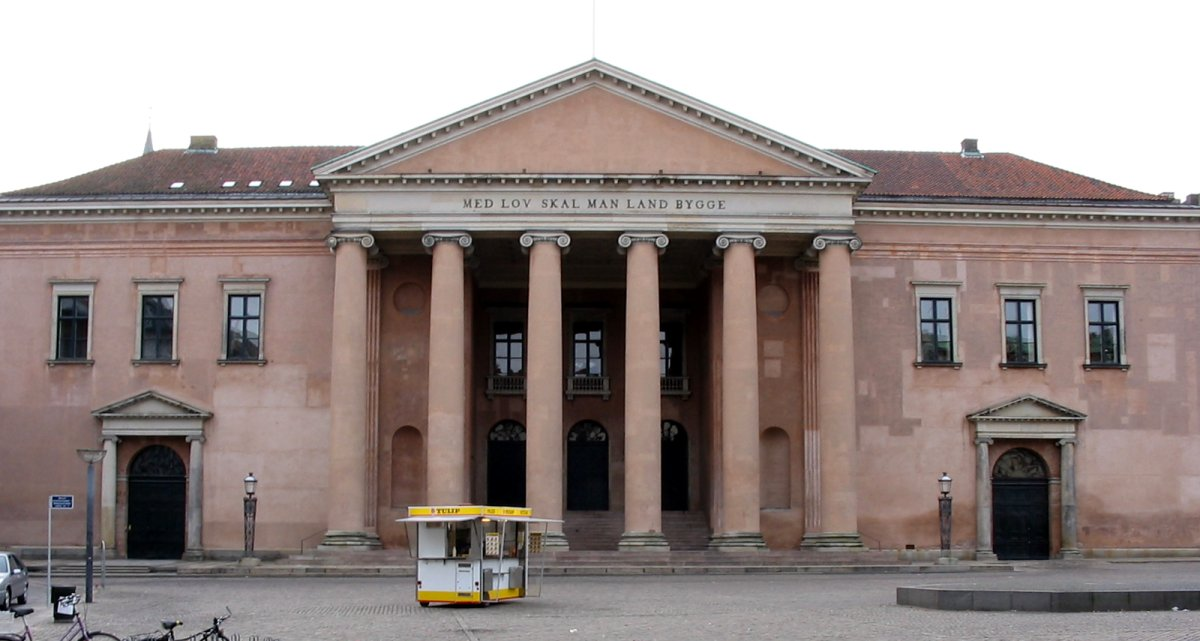
Das Gerichtshaus in Kopenhagen, vor dem die Olsenbande am Ende des Films Bananen verkauft und Mortensen Streife läuft.

Bei Nacht gelingt es Egon, Benny und Kjeld jedoch, den Kaiseraufsatz vom Polizeiparkplatz zu holen. Sie verstecken ihn im Kinderwagen von Kjelds jüngstem Kind – was sich als problematisch erweist, da Yvonne nach einem Streit mit ihrem Mann zu ihrer Mutter aufbricht und dabei die Kinder samt Wagen mitnimmt. Die Olsenbande macht sich auf den Weg, um sie aufzuhalten. Mortensen folgt ihr, da er ein Foto von Benny und Ulla gefunden hat, das die Olsenbande während des Raubes im Museum verloren hatte. Nach einer chaotischen Verfolgungsjagd, bei der die Bande mehrmals das Verkehrsmittel wechseln muss (darunter zweimal wegen Benzinmangels), gelingt es ihr, den Kinderwagen wiederzufinden – jedoch ist er leer. Kjelds ältester Sohn Birger, der von Verbrechen nichts hält, hat den Kaiseraufsatz an sich genommen und gibt ihn bei der Polizei ab. Egon wird erneut verhaftet, Mortensen zum Streifendienst degradiert.

## Entstehungsgeschichte
Die Idee, eine Komödie über das Alltagsleben einer Ganovenbande zu drehen, deren Alltag genauso wie der jedes anderen Menschen aussehen sollte und die ihre kriminellen Aktivitäten wie einen ganz normalen Beruf ausüben, beschäftigte Henning Bahs über mehrere Jahre. Nachdem er gemeinsam mit Erik Balling mehrere Filme mit Morten Grunwald, Ove Sprogøe und Poul Bundgaard gedreht hatte (1965 Sla først, Frede; 1966 Slap af, Frede; 1967 Martha), verfassten sie schließlich das Drehbuch für Die Olsenbande. Der Name der Hauptfigur „Egon Olsen“ war eine Idee von Bahs’ Sohn. Die Namensähnlichkeit mit Ole Olsen, dem Begründer der Nordisk Film A/S, ist zufällig. Der Arbeitstitel für den Film lautete Perlemorderne („Perlenmörder“).

## Deutsche Synchronisationen
1970 wurde dieser Film von der DEFA in die Kinos der DDR gebracht, die auch alle Fortsetzungen synchronisierte. Als Egon war zum einzigen Mal der bekannte Schauspieler Rolf Ludwig zu hören, während Benny und Kjeld bereits von ihren späteren Standardstimmen Peter Dommisch und Erhard Köster synchronisiert wurden. Den Wirt Hansen sprach Klaus Mertens. Karl Heinz Oppel, der ab Film 3 die Stimme von Egon gab, synchronisierte in diesem und im zweiten Film Kommissar Mortensen. Den Polizeichef sprach Gerd Biewer. Das Dialogbuch wurde von Wolfgang Woizick verfasst, der damit auch zum Schöpfer des legendären Ausdruckes „Mächtig gewaltig“ wurde. Die Synchronregie führte Hella Graf.
Im Fernsehen lief er auch unter dem Titel Die letzten Beutezüge der Olsen-Bande.
In Westdeutschland wurden der erste und der zweite Film 1970 zu dem 86-minütigen Film Die Panzerknackerbande zusammengeschnitten, synchronisiert und in den Kinos gezeigt.

## Bedeutung
Der Film unterscheidet sich zum Teil erheblich von seinen Nachfolgern. Nicht nur, dass Kjeld in diesem Film drei Kinder hat, sondern auch die regelmäßigen Bordellbesuche der Bande sowie die Tatsache, dass Kjeld und Yvonne hier noch nicht im nahezu dörflichen Valby, sondern im damals großstädtischen Nørrebro wohnten, verleiht diesem Film ein anderes Flair als das der folgenden.

## Drehorte
Der Tatort des Raubes ist zum einen das in der Straße Bredgade Hausnummer 68 befindliche damalige Kunstindustrimuseet Kopenhagens, in dem die Ausstellung des Kaiseraufsatzes stattfand, sowie ein dorthin führender unterirdischer Gang, dessen Einstieg sich in einem Hinterhof befand.
Kneipe, Bordell und die Wohnung Yvonnes und Kjelds befanden sich in der Frederik-VIIs-Gade, einer Straße im Stadtbezirk Nørrebro, die nur noch in Teilen vorhanden ist. Das Gebäude, in dem sich das Hamlet befand, wie auch die an die Kneipe und Wohnung angrenzende Bebauung sind im Zuge einer umgreifenden Modernisierung abgerissen worden. Die Stadterneuerung Nørrebros stieß auf erheblichen Widerstand, was in Straßenkämpfen und Hausbesetzungen mündete. Insoweit ist dieser Film ein Dokument, das ein wenig der früheren Lebendigkeit und Urbanität dieses Stadtquartiers konserviert hat.

## Kritiken
- Eulenspiegel 1970, Nr. 30: „Das kommt als harmloser Krimi-Spaß daher und vermag doch unversehens eine ganze Menge satirischer und parodistischer Seitenhiebe zu verteilen, daß es nur so kracht. (…) Daß die deutsche Fassung keinen Wunsch offen- und kein Auge trocken läßt, danken wir der Dialogübersetzung von Wolfgang Woizick…“